# Нвоко, Кириан
Кириан Нвоко (мальт. Kyrian Nwoko; 4 июля 1997) — мальтийский футболист, нападающий клуба «Флориана» и сборной Мальты.

## Биография
Нвоко родился в футбольной семье. Его отец Чакс и дядя Удочукву также были футболистами. Оба они были выходцами из Нигерии, но перебрались на Мальту, где позже получили гражданство и выступали за сборную Мальты.

### Клубная карьера
Профессиональную карьеру начал в сезоне 2014/15 году в клубе первой лиги Мальты «Сент-Эндрюс». По итогам сезона «Сент-Эндрюс» перешёл в высшую лигу, где Нвоко продолжал выступать на протяжении двух сезонов. Летом 2017 года он подписал контракт с другим мальтийским клубом «Валлетта». В составе клуба дважды становился чемпионом страны, а также брал Кубок и Суперкубок Мальты.

### Карьера в сборной
За основную сборную Мальты дебютировал 12 ноября 2017 года в товарищеском матче против сборной Эстонии, в котором вышел на замену на 59-й минуте вместо Жан-Поля Фарруджи. 23 марта 2019 года забил свой первый гол в составе сборной, открыв счёт в победном матче со сборной Фарерских островов (2:1) в рамках отборочного турнира чемпионата Европы 2020. Второй гол игрок забил 6 сентября 2020 года в рамках лиги наций, распечатав ворота латвийской сборной

## Достижения
«Валлетта»
- Чемпион Мальты (2): 2017/18, 2018/19
- Обладатель Кубка Мальты: 2017/18
- Обладатель Суперкубка Мальты: 2018